# Municipio de Hatteras
El municipio de Hatteras (en inglés: Hatteras Township) es un municipio ubicado en el  condado de Dare en el estado estadounidense de Carolina del Norte. En el año 2010 tenía una población de 2.921 habitantes.

## Geografía
El municipio de Hatteras se encuentra ubicado en las coordenadas 35°15′7.64″N 75°36′13.56″O / 35.2521222, -75.6037667.